# Coronao Now
«Coronao Now» — песня доминиканского исполнителя El Alfa при участии американского рэпера Lil Pump. Она была выпущена 7 ноября 2019 года и достигла высшей позиции под номером 31 в чарте Billboard Hot Latin Songs.

## Музыкальное видео
Музыкальное видео было записано в Санто-Доминго, Доминиканская Республика. На февраль 2020 года клип превысил 75 миллионов просмотров.

## Чарты
| Чарт (2019-2020)                                | Высшая позиция |
| ----------------------------------------------- | -------------- |
| Гондурас Urban Airplay (Monitor Latino)         | 14             |
| Никарагуа (Monitor Latino)                      | 1              |
| Панама (Monitor Latino)                         | 14             |
| Испания (PROMUSICAE) · Remix Version            | 61             |
| США Hot Latin Songs (Billboard)                 | 30             |
| США Latin Digital Songs (Billboard)             | 19             |
| США Latin Rhythm Digital Song Sales (Billboard) | 13             |